# لایفرده
لایفرده (به آلمانی: Leiferde) یک شهر در آلمان است که در Meinersen واقع شده‌است. لایفرده ۴٬۴۱۲ نفر جمعیت دارد.